# Jo Frost
Joanne "Jo" Frost, född 27 juni 1971 i London, är en brittisk nanny, TV-personlighet och författare. Frost är mest känd som programledaren för den amerikanska TV-serien Supernanny där hon besökte familjer och försökte hjälpa föräldrarna att få en bättre relation till sina barn och därmed också förbättra familjesituationen. 
Frost har även författat tre böcker om hur man tar hand om barn. Frost började sitt arbetsliv 1989.